# Моріс Тейнак
Морі́с Тейна́к (фр. Maurice Teynac, справжнє ім'я — Морі́с-Еммануе́ль-Марі́ Гарро́с (фр. Maurice Emmanuel Marie Garfros); 8 серпня 1915, Париж, Франція — 28 березня 1992, там само) — французький актор театру та кіно.

## Біографія
Моріс Гаррос народився у паризькій сім'ї з середнього класу. У підлітковому віці він відвідував коледж Сен-Жан в Бетюні. Після навчання від поїхав до Версаля в пошуках роботи, де став торговим представником бренду шампанських вин.
Як актор Моріс Тейнак дебютував у кіно на початку 1940-х років, знявшись за час своєї кар'єри у понад 100 кіно-, телефільмах та серіалах, граючи переважно ролі другого плану. У Франції знімався в Абеля Ґанса, Саші Гітрі, Андре Каятта, Андре Юнебеля, Анрі Декуена, Реймона Бернара, Кости-Гавраса. Грав також ролі у фільмах іноземних режисерів: Едуара Молінаро, Стено, Орсона Веллса, Хуана Антоніо Бардема, Теренса Янга та Анатоля Літвака.
У 1949 році Моріс Тейнак зіграв головну містичну роль Фантомаса у фільмі Робера Верне «Фантомас против Фантомаса».
Тейнак володів голосом зі специфічною дикцією, завдячуючи якому він виступав у численних радіопередачах, у записах дисків та дублюванні фільмів. На радіо він зіграв Шерлока Холмса у партнерстві з П'єром Монді в ролі доктора Ватсона у мильній опері, що транслювалася у Франції в 1958-59 роках. Його голосом розмовляли герої Жуля Верна на дискових записах, здійснених наприкінці 1950-х фірмою «Фестиваль» (фр. Festival): Філеас Фогг у «Навколо світу за вісімдесят днів» та професор Лінденброк у «Подорожі до центру Землі».
У 1940—1980 роках Моріс Тейнак виступав як театральний актор на сценах низки паризьких театрів: Театру Маріньї, Театру праці (фр. Théâtre de l'Œuvre), Театру Монпарнас та ін.
Моріс Тейнак помер 28 березня 1992 у Парижі у віці 76 років. Похований на кладовищі Батіньйоль (30-та ділянка) в XVII окрузі Парижа.

## Фільмографія (вибіркова)
| Рік  |   | Українська назва                       | Оригінальна назва                   | Роль                                    |
| ---- | - | -------------------------------------- | ----------------------------------- | --------------------------------------- |
| 1941 | ф | Романтика Парижа                       | Romance de Paris                    | Моріс                                   |
| 1941 | ф | Згорілий павільйон                     | Le pavillon brûle                   |                                         |
| 1942 | ф | Опера-мюзетт                           | Opéra-musette                       | Леруа                                   |
| 1942 | ф | Дивовижна доля Дезире Кларі            | Le destin fabuleux de Désirée Clary | Мармон                                  |
| 1943 | ф | Подаруй мені твої очі                  | Donne-moi tes yeux                  | імітатор                                |
| 1946 | ф | Серенада хмар                          | Sérénade aux nuages                 |                                         |
| 1947 | ф | Контропитування                        | Contre-enquête                      | Серж де Сук'єр                          |
| 1947 | ф | Боротьба із злочинністю                | Brigade criminelle                  | Фред                                    |
| 1947 | ф | Комедіант                              | Le comédien                         | драматург                               |
| 1947 | ф | У розквіті літ                         | La fleur de l'âge                   |                                         |
| 1948 | ф | Жінка без пропуску                     | Femme sans passé                    | Шимеровіц                               |
| 1948 | ф | Швидка ніч                             | Rapide de nuit                      | Джордж Соммер                           |
| 1948 | ф | Кульгавий диявол                       | Le diable boiteux                   | Карл X / слуга Талейрана                |
| 1949 | ф | Фантомас проти Фантомаса               | Fantômas contre Fantômas            | Фантомас                                |
| 1949 | ф | Таємниця Бартона                       | Le mystère Barton                   | Бартон                                  |
| 1949 | ф | Потрібен убивця                        | On demande un assassin              | Фревілль                                |
| 1950 | ф | Шанхайська таємниця                    | Mystère à Shanghai                  | інспектор Венс                          |
| 1951 | ф | Червона троянда                        | La rose rouge                       | Жан Марешаль, кінематографіст           |
| 1951 | ф | Отрута                                 | La Poison                           | адвокат                                 |
| 1951 | ф | У хвилях                               | Au fil des ondes                    |                                         |
| 1952 | ф | Різанина по-жіночому                   | Massacre en dentelles               | Софокл Зелос                            |
| 1952 | ф | Три тузи                               | Brelan d'as                         | Ельдаж (епізод «Мрець у ліфті»)         |
| 1952 | ф | Шлях у Дамаск                          | Le chemin de Damas                  | Макс Гласс                              |
| 1952 | ф | Ілюзія в Моллі                         | Illusion in Moll                    | співак нічного клубу пан Жиду           |
| 1953 | ф | Дитя мого батька                       | Mon gosse de père                   | Люсьєн Ландьє                           |
| 1953 | ф | Кіно минулого                          | Cinema d'altri tempi                | фр. Za l'Amour                          |
| 1954 | ф | Таємниці Версаля                       | Si Versailles m'était conté         | Монтеспан                               |
| 1954 | ф | Прекрасна піднесеність                 | La bella Otero                      | Монфелле                                |
| 1954 | ф | Суп у гримасі                          | La soupe à la grimace               | доктор Куртісс                          |
| 1955 | ф | Наполеон                               | Napoléon                            | граф Еммануель Огюстен де Лас Каз       |
| 1955 | ф | Зачарований                            | Bedevilled                          | Тревелль                                |
| 1955 | ф | Справа отруйників                      | L'affaire des poisons               | Ніколя де ля Рейн                       |
| 1956 | ф | Непокірні                              | Les insoumises                      | Рене Перро                              |
| 1956 | ф | Заза                                   | Zaza                                | Бернард Дюфрен                          |
| 1957 | ф | Сьома заповідь                         | Le septième commandement            | Лабарош                                 |
| 1957 | ф | Ямайка                                 | À la Jamaïque                       |                                         |
| 1957 | ф | Підозрювані                            | Les suspects                        | Курт Топфер                             |
| 1957 | ф | Таємниці Парижа                        | I misteri di Parigi                 |                                         |
| 1958 | ф | Паризьке свято                         | Paris Holiday                       | доктор Берней                           |
| 1958 | ф | Без сім'ї                              | Sans famille                        | Джеймс Мілліган                         |
| 1960 | ф | Пан Судзукі                            | Monsieur Suzuki                     | віртуоз                                 |
| 1960 | ф | Тріщина в дзеркалі                     | Crack in the Mirror                 | лікар                                   |
| 1960 | ф | Аустерліц                              | Austerlitz                          | Шульмейстер                             |
| 1961 | ф | Смерть красуні                         | La mort de Belle                    | п'яниця / друг Стефані                  |
| 1961 | ф | Капітан Фракасс                        | Le Capitaine Fracasse               | маркіз де Брюйєр                        |
| 1962 | ф | Вбивця з телефонного довідника         | L'assassin est dans l'annuaire      | Левассер                                |
| 1962 | ф | Диявол і десять заповідей              | Le diable et les 10 commandements   | настоятель монастиря (епізод «Не вбий») |
| 1962 | ф | Циганський барон                       | Der Zigeunerbaron                   | Карнеро                                 |
| 1962 | ф | Весела вдова                           | Die lustige Witwe                   | Андре Наполеон Ренар                    |
| 1962 | ф | Процес                                 | Le procès                           | заступник начальника                    |
| 1963 | ф | Благородний Станіслас, секретний агент | L'honorable Stanislas, agent secret | Альфред Тіріос                          |
| 1963 | ф | На французький манер                   | In the French Style                 | барон Едвард де Шасьє                   |
| 1964 | ф | Пекло                                  | L'enfer                             | мосьє Бордюр                            |
| 1965 | ф | Відстрочка для шпигуна                 | Sursis pour un espion               | інспектор Леґрі                         |
| 1965 | ф | Механічне піаніно                      | Los pianos mecánicos                | Реджинальд                              |
| 1967 | ф | Ніч генералів                          | La Nuit des généraux                | генерал                                 |
| 1968 | ф | Три дівчини під сонцем                 | Trois filles vers le soleil         | начальник                               |
| 1968 | ф | Тереза та Ізабель                      | Therese and Isabelle                | монсеньйор Мартен                       |
| 1968 | ф | Самотня вовчиця                        | La louve solitaire                  | Станморе                                |
| 1968 | ф | Майєрлінг                              | Mayerling                           | Моріс Зепс, редактор газети             |
| 1972 | ф | Стан облоги                            | État de siège                       | Міністр внутрішньої безпеки             |
| 1973 | ф | День Шакала                            | The Day of the Jackal               | адвокат Бастьяна-Тірі                   |
| 1973 | ф | День покаяння                          | Ash Wednesday                       | доктор Ламбер                           |
| 1974 | ф | Гарячий кролик                         | Le chaud lapin                      | актор, що грає «Протея»                 |
| 1975 | ф | Спеціальний відділ                     | Section spéciale                    | помічник генерала                       |
| 1976 | ф | Святий рік                             | L'année sainte                      | Марсель Скандіні                        |
| 1981 | ф | Історія Біргіт Гаас                    | Il faut tuer Birgitt Haas           | Шамрод                                  |
| 1983 | ф | Друг Венсана                           | L'ami de Vincent                    | Спенсер                                 |

Телебачення
| Рік       |    | Українська назва                  | Оригінальна назва                                                    | Роль                   |
| --------- | -- | --------------------------------- | -------------------------------------------------------------------- | ---------------------- |
| 1951—1959 | с  | Театр зірок Шліца                 | Schlitz Playhouse of Stars                                           |                        |
| 1954—1955 | с  | Шерлок Холмс                      | Sherlock Holmes                                                      | Граф Пассеван          |
| 1954—1991 | с  | Діснейленд                        | Disneyland                                                           | пріор                  |
| 1960      | тф | Монсеррат                         | Montserrat                                                           |                        |
| 1963—1964 | с  | Дівчата Гаррі                     | Harry's Girls                                                        | Габріеллі              |
| 1966—1986 | с  | У театрі сьогодні ввечері         | Au théâtre ce soir                                                   | Алан                   |
| 1966      | с  | Космічний патруль: Корабель Оріон | Raumpatrouille — Die phantastischen Abenteuer des Raumschiffes Orion | головний інженер Кранц |
| 1968      | с  | Пригоди Тома Сойєра               | Les Aventures de Tom Sawyer                                          | містер Доббінс         |
| 1969      | тф | Свята Жанна                       | Sainte Jeanne                                                        | архієпископ Рейнський  |
| 1969      | тф | Брати Карамазови                  | Les frères Karamazov                                                 |                        |
| 1974—1986 | с  | Панове присяжні засідателі        | Messieurs les jurés                                                  | лікар Вір'я            |
| 1974—1983 | с  | Тигрові загони                    | Les brigades du Tigre                                                | Домінус                |
| 1975      | тф | Мосьє Жаді                        | Monsieur Jadis                                                       | Роже                   |
| 1975      | тф | Цвітіння гороху                   | La fleur des pois                                                    | Тото                   |
| 1975—1990 | с  | Сінема 16                         | Cinéma 16                                                            | Віктор                 |
| 1977      | тф | Баррі з обителі святого Бернара   | Barry of the Great St. Bernard                                       | пріор                  |
| 1977      | тф | Кохання від молодості             | Un amour de jeunesse                                                 | маркіз де Клерамбо     |
| 1979      | с  | Жінки біля моря                   | Les dames de la côte                                                 | Габріель               |
| 1982      | тф | Діра                              | La déchirure                                                         | Х.Д.                   |
| 1984      | тф | Дама з камеліями                  | Camille                                                              | Жозеф                  |
| 1985      | с  | Небесні колони                    | Les colonnes du ciel                                                 | Мальбоск               |